# Farges-Allichamps
Pour les articles homonymes, voir Farges et Allichamps (homonymie).
Farges-Allichamps est une commune française située dans le département du Cher, en région Centre-Val de Loire.

## Géographie
La commune est située à 10 kilomètres au nord-ouest de Saint-Amand-Montrond. Elle est traversée par le Sentier de grande randonnée 41 (GR 41).
La commune a la particularité d'être placée à l'un des centres calculés de la France. L'aire de repos Centre de la France (Farges-Allichamps) de l'autoroute A71 qui passe à l'est du village, a été construite pour représenter ce point. Elle est située à 6 kilomètres au nord de la sortie 8 (Saint-Amand-Montrond)

### Climat
Pour des articles plus généraux, voir Climat du Centre-Val de Loire et Climat du Cher.
En 2010, le climat de la commune est de type climat océanique dégradé des plaines du Centre et du Nord, selon une étude du CNRS s'appuyant sur une série de données couvrant la période 1971-2000. En 2020, Météo-France publie une typologie des climats de la France métropolitaine dans laquelle la commune est exposée à un climat océanique altéré et est dans la région climatique  Ouest et nord-ouest du Massif Central, caractérisée par une pluviométrie annuelle de 900 à 1 500 mm, maximale en automne et en hiver. 
Pour la période 1971-2000, la température annuelle moyenne est de 11,2 °C, avec une amplitude thermique annuelle de 15,7 °C. Le cumul annuel moyen de précipitations est de 755 mm, avec 11,1 jours de précipitations en janvier et 7,3 jours en juillet. Pour la période 1991-2020, la température moyenne annuelle observée sur la station météorologique la plus proche, située sur la commune d'Orval à 7 km à vol d'oiseau, est de 12,3 °C et le cumul annuel moyen de précipitations est de 757,1 mm,. Pour l'avenir, les paramètres climatiques de la commune estimés pour 2050 selon différents scénarios d'émission de gaz à effet de serre sont consultables sur un site dédié publié par Météo-France en novembre 2022.

## Urbanisme

### Typologie
Au 1er janvier 2024, Farges-Allichamps est catégorisée commune rurale à habitat dispersé, selon la nouvelle grille communale de densité à 7 niveaux définie par l'Insee en 2022.
Elle est située hors unité urbaine. Par ailleurs la commune fait partie de l'aire d'attraction de Saint-Amand-Montrond, dont elle est une commune de la couronne,. Cette aire, qui regroupe 36 communes, est catégorisée dans les aires de moins de 50 000 habitants,.

### Occupation des sols
L'occupation des sols de la commune, telle qu'elle ressort de la base de données européenne d’occupation biophysique des sols Corine Land Cover (CLC), est marquée par l'importance des territoires agricoles (56,8 % en 2018), une proportion identique à celle de 1990 (56,8 %). La répartition détaillée en 2018 est la suivante : 
prairies (39,1 %), forêts (31,4 %), terres arables (15,3 %), milieux à végétation arbustive et/ou herbacée (7,6 %), zones industrielles ou commerciales et réseaux de communication (4,2 %), zones agricoles hétérogènes (2,4 %).
L'évolution de l’occupation des sols de la commune et de ses infrastructures peut être observée sur les différentes représentations cartographiques du territoire : la carte de Cassini (XVIIIe siècle), la carte d'état-major (1820-1866) et les cartes ou photos aériennes de l'IGN pour la période actuelle (1950 à aujourd'hui).

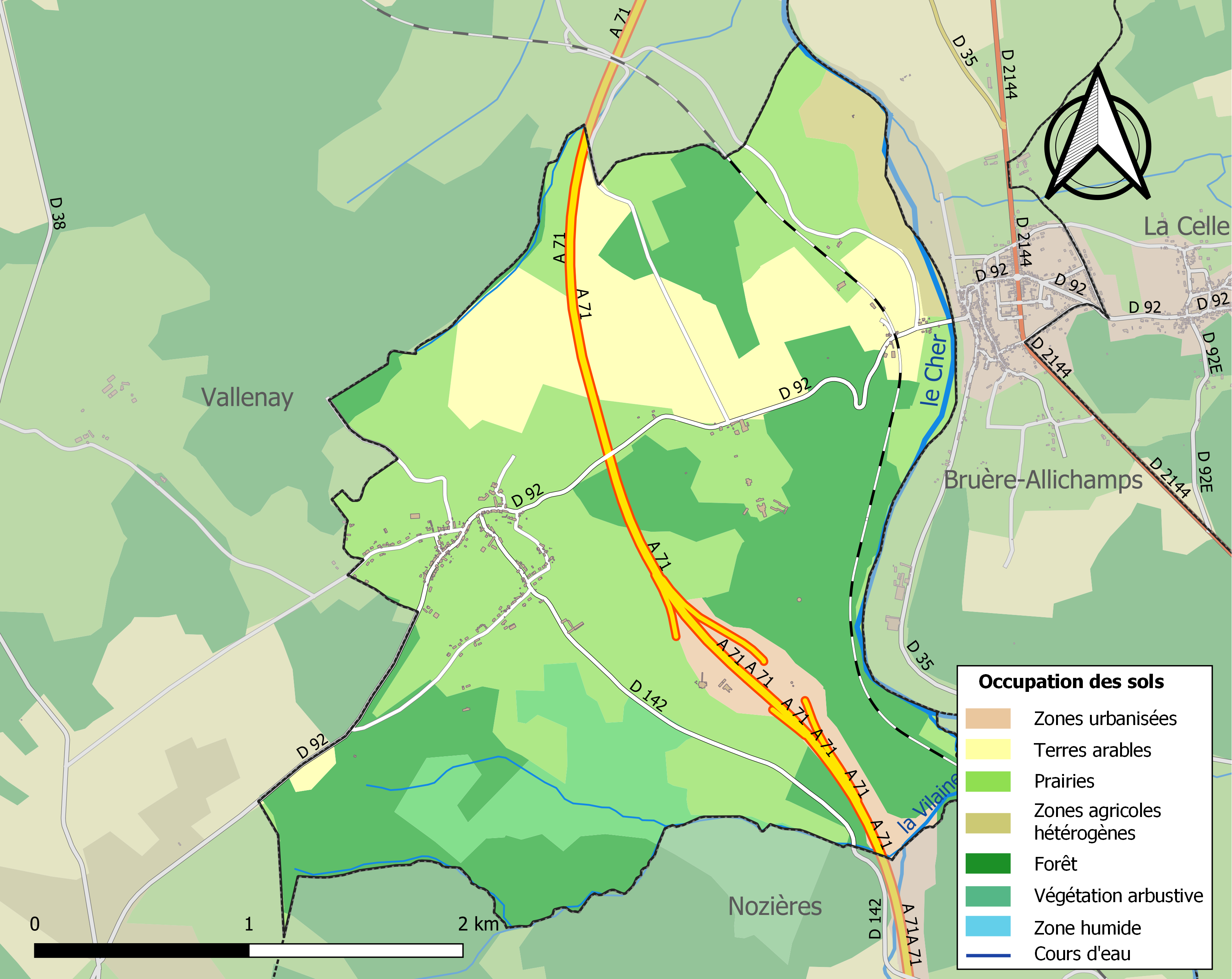
Carte des infrastructures et de l'occupation des sols de la commune en 2018 (CLC).

### Risques majeurs
Le territoire de la commune de Farges-Allichamps est vulnérable à différents aléas naturels : météorologiques (tempête, orage, neige, grand froid, canicule ou sécheresse), inondations, mouvements de terrains et séisme (sismicité faible). Il est également exposé à deux risques technologiques,  le transport de matières dangereuses et la rupture d'un barrage. Un site publié par le BRGM permet d'évaluer simplement et rapidement les risques d'un bien localisé soit par son adresse soit par le numéro de sa parcelle.

#### Risques naturels
Certaines parties du territoire communal sont susceptibles d’être affectées par le risque d’inondation par débordement de cours d'eau, notamment le Cher et la Vilaine. La commune a été reconnue en état de catastrophe naturelle au titre des dommages causés par les inondations et coulées de boue survenues en 1982 et 1999,.

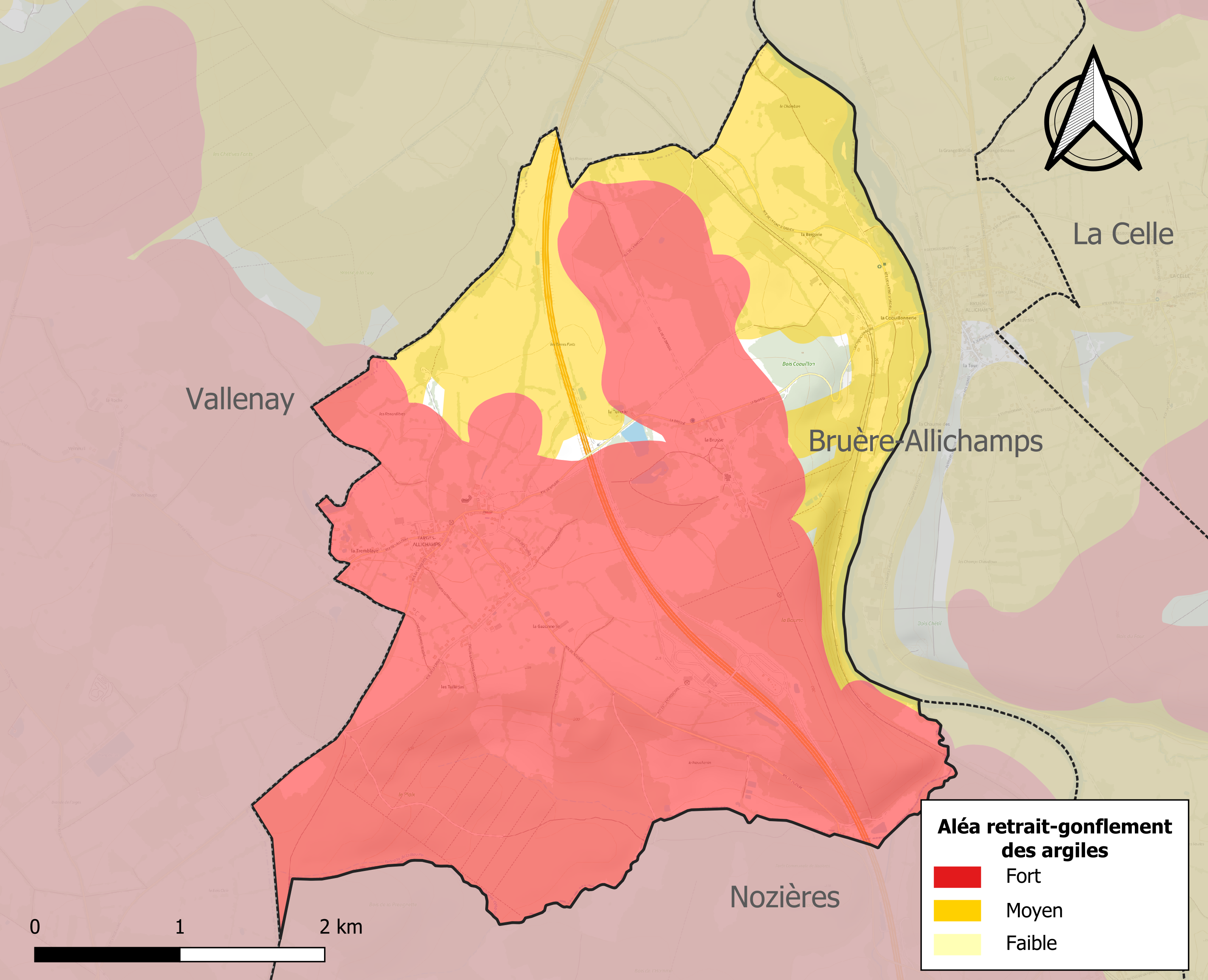
Carte des zones d'aléa retrait-gonflement des sols argileux de Farges-Allichamps.

La commune est vulnérable au risque de mouvements de terrains constitué principalement du retrait-gonflement des sols argileux. Cet aléa est susceptible d'engendrer des dommages importants aux bâtiments en cas d’alternance de périodes de sécheresse et de pluie. 97,7 % de la superficie communale est en aléa moyen ou fort (90 % au niveau départemental et 48,5 % au niveau national). Sur les 143 bâtiments dénombrés sur la commune en 2019, 143 sont en aléa moyen ou fort, soit 100 %, à comparer aux 83 % au niveau départemental et 54 % au niveau national. Une cartographie de l'exposition du territoire national au retrait gonflement des sols argileux est disponible sur le site du BRGM,.
Concernant les mouvements de terrains, la commune a été reconnue en état de catastrophe naturelle au titre des dommages causés par la sécheresse en 2018 et par des mouvements de terrain en 1999.

#### Risques technologiques
Le risque de transport de matières dangereuses sur la commune est lié à sa traversée par des infrastructures routières ou ferroviaires importantes ou la présence d'une canalisation de transport d'hydrocarbures. Un accident se produisant sur de telles infrastructures est en effet susceptible d’avoir des effets graves au bâti ou aux personnes jusqu’à 350 m, selon la nature du matériau transporté. Des dispositions d’urbanisme peuvent être préconisées en conséquence.
La commune est en outre située en aval du barrage de Rochebut, de classe A et faisant l'objet d'un PPI. À ce titre elle est susceptible d’être touchée par l’onde de submersion consécutive à la rupture de cet ouvrage.

## Toponymie
Farges : Du mot latin Făbrĭca, avec métathèse,  « atelier d'artisan », à l'origine de notre « fabrique », a principalement désigné une forge.

## Histoire
Au moment de l'effondrement de la république espagnole, qui provoque la Retirada, d’importantes arrivées de réfugiés espagnols ont lieu. Entre le 30 janvier et le 9 février 1939, 3 002 réfugiés espagnols fuyant devant les troupes de Franco, arrivent dans le Cher,. Ils sont acheminés en quatre convois à la gare de Bourges. Le château de la Brosse à Farges-Allichamps, colonie de vacances de Colombes, fait partie des lieux choisis pour les héberger,.
Les réfugiés sont essentiellement des femmes et des enfants, les hommes sont retenus dans les camps du Midi. Ils sont soumis à une quarantaine stricte, du fait des risques d’épidémie. Le courrier est limité, le ravitaillement, s'il est peu varié et cuisiné à la française, est cependant assuré. Au printemps et à l'été, les réfugiés sont regroupés au camp de Châteaufer (commune de Bruère-Allichamps).

### Les Templiers et les Hospitaliers
Farges-Allichamps est le site d'une ancienne commanderie de l'ordre du Temple puis lors de la dévolution des biens de l'ordre du Temple est devenue une commanderie hospitalière qui faisait partie de la langue d'Auvergne. L'ancienne chapelle des Templiers est à l'origine la chapelle du château de la commanderie et est dédiée à saint Jean de Farges.
La chapelle est couverte d'une voûte surbaissée en lattes et plâtre. Une arcade relie la nef et le cœur. Le clocher est érigé à l'ouest sur les charpentes apparentes. Au début du XVIIIe siècle, Monsieur de Jouffroy, alors propriétaire du château de la Commanderie, annexe au chevet une grande chapelle. Celle-ci est bâtie, dans le style du XIVe siècle, sur le caveau réservé aux membres de sa famille. Elle est chapelle paroissiale jusqu'à la fin du XVIIIe siècle, avant de devenir la chapelle privée du château puis est cédée à la commune.
Un gros tumulus couvert d'arbres centenaires marque l'emplacement d'un château-fort du XIIIe siècle, siège de la commanderie. En 1580, le domaine est acquis par la famille Jouffroy de Gonsans. La forteresse est rasée, ses dépendances sont converties en un manoir, agrandi au XVIIIe siècle.
De 1879 à 1882 s'accomplit un vaste programme d'extension qui transforme la vieille demeure en résidence d'apparat. Le comte de Jouffroy confie le chantier à Joseph Émile Tarlier (1825-1902), architecte des monuments historiques. Le parc est redessiné, de nouveaux communs sont bâtis et on élève un château entièrement neuf dans le prolongement du manoir.
En 2002, la Commanderie est vendue. Ses toitures nécessitent de lourds travaux. En 2016, à nouveau en vente et en grand péril, elle est acquise par Claude et Mireille Charrier.
Le château neuf est de pur style néogothique, tant à l'intérieur qu'à l'extérieur. L'escalier monumental, réalisé d'après un dessin de Philibert Delorme, est un exceptionnel morceau de bravoure. Il présente une suite de cent marches de grande amplitude tournant autour d'un noyau évidé en colonnade s'achevant sous une voûte à nervures rayonnantes. La rampe est portée par une balustrade à claustras. Tout un bestiaire d'animaux fabuleux s'agrippe aux colonnes et aux retombées des arcs. Les salles de réception, de proportions majestueuses, sont rehaussées par un riche décor de boiseries et de brocatelles. Les cheminées sont finement sculptées en pierre blanche de Charly ; celle du grand salon est une réplique du palais Jacques Cœur.

## Politique et administration
| Période   | Période  | Identité                 | Étiquette | Qualité                                                     |
| --------- | -------- | ------------------------ | --------- | ----------------------------------------------------------- |
| 1947      | 1965     | Marcel Rousset           |           |                                                             |
| 1965      | 1971     | Pierre Louis Maginot     |           |                                                             |
| 1971      | 1983     | Jean Michelic            |           |                                                             |
| 1983      | 1988     | Jean-François Delplancke |           |                                                             |
| 1988      | 2001     | Yves Barrière            | GE        |                                                             |
| 2001      | 2007     | Raymonde Joliduc         |           |                                                             |
| 2007      |          | Édith Michelic           | DVG       | Retraitée Fonction publique Réélue pour le mandat 2014-2020 |
| mars 2014 | En cours | Edith Michelic,          |           | Ancienne cadre                                              |

## Démographie
L'évolution du nombre d'habitants est connue à travers les recensements de la population effectués dans la commune depuis 1793. Pour les communes de moins de 10 000 habitants, une enquête de recensement portant sur toute la population est réalisée tous les cinq ans, les populations de référence des années intermédiaires étant quant à elles estimées par interpolation ou extrapolation. Pour la commune, le premier recensement exhaustif entrant dans le cadre du nouveau dispositif a été réalisé en 2005.

En 2022, la commune comptait 255 habitants, en évolution de +5,81 % par rapport à 2016 (Cher : −2,48 %, France hors Mayotte : +2,11 %).
| 1793 | 1800 | 1806 | 1821 | 1831 | 1836 | 1841 | 1846 | 1851 |
| ---- | ---- | ---- | ---- | ---- | ---- | ---- | ---- | ---- |
| 241  | 228  | 275  | 201  | 295  | 271  | 238  | 270  | 285  |

| 1856 | 1861 | 1866 | 1872 | 1876 | 1881 | 1886 | 1891 | 1896 |
| ---- | ---- | ---- | ---- | ---- | ---- | ---- | ---- | ---- |
| 302  | 332  | 383  | 399  | 421  | 455  | 448  | 430  | 453  |

| 1901 | 1906 | 1911 | 1921 | 1926 | 1931 | 1936 | 1946 | 1954 |
| ---- | ---- | ---- | ---- | ---- | ---- | ---- | ---- | ---- |
| 416  | 400  | 370  | 365  | 385  | 340  | 338  | 304  | 355  |

| 1962 | 1968 | 1975 | 1982 | 1990 | 1999 | 2005 | 2006 | 2010 |
| ---- | ---- | ---- | ---- | ---- | ---- | ---- | ---- | ---- |
| 272  | 245  | 248  | 204  | 246  | 214  | 216  | 215  | 225  |

| 2015 | 2020 | 2022 | - | - | - | - | - | - |
| ---- | ---- | ---- | - | - | - | - | - | - |
| 245  | 253  | 255  | - | - | - | - | - | - |

## Économie
- Au cœur du bourg se situe le centre équestre poney-club le Rio Javar, proposant notamment des balades à cheval, des stages équestres, etc. Ce club hippique est affilié à la Fédération française d’équitation.

## Culture locale et patrimoine

### Lieux et monuments
- Château de la Brosse (monument historique) : Dès le XIIIe siècle, le château de la Brosse est une seigneurie, restructuré au milieu du XIXe siècle dans le style du XVe siècle, l'ancienne fortification a laissé place à un château à l'architecture raffinée de l'époque. Le marquis Gardye de la Chapelle Crosville a construit cette résidence de chasse monumentale sans sacrifier au confort, eau courante et chauffage central en 1866. L'extrême précision de la sculpture de la pierre et ses décors intérieurs font du château de la Brosse un chef-d'œuvre de l'architecture néogothique.

En 1863, Paul de Lavenne, comte de Choulot, paysagiste réputé pour ses nombreuses et fameuses réalisations (280 parcs en France, Italie et Suisse, création de la ville-parc du Vésinet en 1858, des villes de Cognac, Clermont-Ferrand et du Mans intervient au château de la Brosse à l'apogée de son œuvre.
La configuration actuelle correspond au plan laissé par le comte de Choulot. Le parc de la Brosse présente un grand intérêt pour l'histoire de l'art des jardins car il est, sans doute, un des rares parcs dessinés par le comte de Choulot ayant gardé sa lisibilité et son caractère agricole et paysager. En effet, en général, les parcs du comte de Choulot, du fait de leur fonction agricole et de l'emploi d'essences indigènes, ont rarement été conservés en l'état.
Le comte de Choulot retient :
« L'objet qu'on se doit de proposer en créant un parc, c'est de l'harmoniser avec les campagnes qui l'entourent, c'est qu'il paraisse beau, non seulement à l'intérieur, à l'œil du propriétaire, mais encore à l'extérieur, aux regards du voyageur, étonné des rapports qui unissent ce jardin au pays tout entier. »
Le comte Georges de la Chapelle né le 16 juillet 1868 à Farges-Allichamps au château de la Brosse a été médaillé de bronze en double aux Jeux olympiques de 1900 à Paris.
Le château est acheté par la ville de Colombes en région parisienne, qui y installe une colonie de vacances. Au printemps 1939, des réfugiés espagnols y sont hébergés (voir la partie Histoire).
L'édifice est inscrit au titre des monuments historiques en 2000.
- Fontaine-Dieu : Tout d'abord un peu d'étymologie sur ce nom de Fontaine-Dieu qui peut paraître très simple.

Le terme Fontaine-Dieu fait effectivement référence à la religion mais pas tout à fait dans le sens habituel.
Le terme Dieu de cette expression vient de Divona, déesse gauloise des sources sacrées, christianisée par la suite.
Étymologiquement, la Fontaine-Dieu est donc une source guérisseuse (1).
On trouve mention de cette fontaine dans un texte de 1540. Elle est née de l'aménagement d'un site de l'époque gallo-romaine. L'eau était redirigée par des tuyaux en terre cuite jusqu'au chemin avant de se jeter dans le Cher.
Une particularité de cette fontaine a fait qu'elle était souvent utilisée pour faire la lessive. En effet, lorsque la température de l'air avoisine le 0 °C, la température de l'eau, légèrement pétrifiante, est d'environ 19 °C.
Durant la Seconde Guerre mondiale, les troupes américaines stationnées à Bruère-Allichamps apportent quelques modifications à la fontaine en réalisant la réfection du bassin de la source.
- Grotte de la Loutonnière

Au cœur de la forêt de la Baume se trouve la grotte de la Loutonnière, vraisemblablement occupée durant la période préhistorique.
Les bois qui l'entourent fournissent gibier et bois, et le cher tout proche fournit le poisson. La grotte a sans doute été formée par le creusement des eaux sous le plateau calcaire jurassique du Bathonien et du Bajocien.
Il est fait état de nombreuses légendes locales s'y rattachant.
- Porcelainerie : L'ancienne porcelainerie de Farges-Allichamps se trouve, hélas, en ruines.

Cette usine, située à proximité de la voie ferrée reliant Montluçon à Bourges, a employé une centaine d'ouvriers à son apogée.
Construite en pierre et brique, elle est caractéristique de l'architecture industrielle de cette fin du XIXe siècle. Elle cessa ses activités en 1939 après avoir traversé de multiples difficultés. Son activité est relancée après la Seconde Guerre mondiale avec une quarantaine d'ouvriers. Les problèmes ne cesseront pas de s'accumuler et elle fermera définitivement ses portes en 1951 après un incendie qui la ravagera partiellement.
Dans les années 1970, livrée au pillage, elle a fait l'objet d'un projet de conversion insensé, initié par des Chinois, mais est retournée à l'abandon après quelques travaux et défrichement.
Cette usine contient toujours des fours à globe, témoins remarquables de cette fabrique de porcelaine. 
Ces fours sont d'ailleurs inscrits à l'inventaire des monuments historiques depuis 1985 car très peu de ce type de fours existe encore en France.
Cette usine a été démolie en 2016.

### Personnalités liées à la commune
- Félix Bonnaire (1766-1844), député et préfet.
- Philippe-Armand de Bonneval (1773-1840), maire de Thaumiers de 1813 à 1824 puis maire de Bourges.de 1824 à 1828.
- Georges de la Chapelle (1868-1923), médaillé olympique en tennis.